# Relacions entre Angola i la República Popular de la Xina
Les relacions entre Angola i Xina es refereix a les relacions bilaterals històriques i actuals entre la República d'Angola i la República Popular de la Xina. Aquestes daten des d'abans de la independència d'Angola. Actualment són basades en una relació comercial emergent. Des de 2011 Angola és el segon soci comercial a l'Àfrica més important de la Xina.

## Història
Durant cerimònies d'independència Kenya en 1963 el ministre d'afers exteriors xinès Chen Yi va dir Jonas Savimbi, el Secretari General de la Unió dels Pobles del Nord d'Angola que el seu país els donaria "ajuda militar a gran escala". Tres anys més tard, els separatistes d'UNITA, dirigits per Savimbi atacaren treballadors portuguesos a Cassamba. Armat amb només deu fusells 7.62 de l'OTAN comprats amb ajuda xinesa, l'atac no va poder aturar les operacions de tala i les autoritatss colonials portugueses va matar diversos membres d'UNITA.

### Fissures
El 3 de desembre de 1975 en una reunió amb funcionaris estatunidencs i xinesos, entre ells el vicepresident Deng Xiaoping, el ministre d'afers exteriors Chiao Kuan-hua, el president Gerald Ford, el secretari d'Estat Henry Kissinger, assessor de Seguretat Nacional Brent Scowcroft i el cap de l'Oficina d'Enllaç dels Estats Units a Pequín George H. W. Bush, els xinesos protestaren per la participació contínua dels Estats Units a Angola a través de Sud-àfrica, cosa que va donar lloc a la resposta de Kissinger que els Estats Units eren disposats a "empènyer fora d'Àfrica Austral tota força militar alternativa que es pogués crear". No obstant això, els xinesos encara van donar suport al FNLA i UNITA contra el MPLA. Ford aleshores va dir: "No teníem res a veure amb la participació de Sud-àfrica i anem a prendre accions per acabar-ho, proporcionant un equilibri que pugui ser mantingut per ells". també va dir que havia aprovar 35 milions de dòlars més en suport del nord. Les discussions implicaven s' s'havia de recolzar al FNLA o a UNITA, el que volia dir i de quina manera tenien en compte les sensibilitats dels països veïns.
El President d'Angola Agostinho Neto va condemnar la invasió xinesa del Vietnam en febrer de 1979.
El 25 d'agost de 2012, 37 xinesos foren arrestats a Angola acusats d'estar implicats en actes criminals contra angolesos, foren extradits i duts a la Xina per ser jutjats.

## Lligams polítics
Angola va establir relacions amb ls República Popular de la Xina en 1983.

## Lligams econòmics
En 2007 Angola era el principal soci econòmic de la Xina a Àfrica. El comerç entre ambdós països tenia un valor de 24.800 milions de dòlars en 2010. En 2011 i els primers vuit mesos de 2012 era el segons soci comercial de la Xina a Àfrica després de Sud-àfrica.

### Finançament xinès al desenvolupament d'Angola
Des de la primera conferència del Fòrum per a la Cooperació entre Xina i Àfrica en 2000, Beijing ha completat 465 milions $ per finançar projectes oficials al desenvolupament a Angola (dades financeres normalitzades en dòlars de 2009). Això inclou un préstec de $90 milions de l'Exim Bank of China per la rehabilitació del Caminho de Ferro de Luanda i la construcció de 45 km de línia elèctrica entre Quifangondo i Mabubas.
Angola també va rebre una línia de crèdit de $10.000 milions garantits amb petroli del banc China Exim per reconstruir les infraestructures del país.

## Visites bilaterals
El primer ministres xinès Wen Jiabao va visitar Angola en juny de 2006, oferint un préstec de 90.000 milions de dòlars en millores d'infraestructures a canvi de petroli. La República Popular de la Xina ha invertit força a Angola des del final de la guerra civil en 2002. João Manuel Bernardo, posteriorment ambaixador d'Angola a la Xina, va visitar la Xina el novembre de 2007.